# زياد أبو هليل
زياد موسى أحمد أبو هليل (1958-2024) هو مناضل فلسطيني، من مدينة دورا جنوب محافظة الخليل، يُعتبر شخصية عشائرية بارزة فهو مختار أهل بلدته، ومن أشهر رجال الإصلاح العشائري فيها وممثل القبائل العربية بالضفة الغربية. كان والده موسى أبو هليل مختاراً، وشارك في معركة القَسْطَل عام 1948.

## سيرته
اشتهر زياد موسى أبو هليل المسالمة بوقوفه في وجه قوات الاحتلال الإسرائيلي داخل محافظة الخليل وخارجها، وشارك في الحراك في قرية العراقيب الواقعة في صحراء النقب، وفي قرية باب الشمس شرق القدس، وفي قرية عين حجلة شرق مدينة أريحا بالأغوار. حتى بات يعرف بـ"أيقونة التصدي للاحتلال". هو أيضاً سفير سلام دولي في منظمة المحبة لحقوق الإنسان والدفاع عن الحريات. يُتقن أبو هليل اللغة العبرية، واللغة الإنجليزية، واللغة الروسية واللغة العربية (اللغة الأم). تُعد كلمة "بهمش" أشهر مقولة له عند الفلسطينيين، حين صاح فيه أحد الجنود الإسرائيليين بأن هناك أطفالاً يقذفونهم بالحجارة، فقال للجنود "بيهمش خليهم يضربوا".
قاد أبو هليل تظاهرة لاسترجاع جثامين السيدات المحتجزات لدى الاحتلال وقال عبارته المشهورة "برجعش،وعد رجال إلا بالبنات، لو بننسجن كلنا" وقد نجحت المظاهرة بالوصول للحاجز الرئيسي في شارع الشهداء، وهو الطريق الرئيسي المؤدي إلى الحرم الإبراهيمي في الخليل، وقد قامت قوات الاحتلال باحتجازه هو وستة آخرين من القيادات العشائرية، قبل الإفراج عنهم لاحقاً. كما حظيت المظاهرة بتغطية الصحافة الإسرائيلية، ونجحت في التراجع عن قرار مجلس وزراء إسرائيل الذي يقضي بمنع تسليم الجثامين لأهاليهم.

## وفاته
اقتحمت قوات الاحتلال الإسرائيلي منزله في فجر يوم الاثنين، 7 أكتوبر(تشرين الأول) 2024، واعتدت عليه بالضرب المبرح حتى فقد وعيه، ثم نُقل إلى مستشفى دورا الحكومي حيث أُعلن عن استشهاده.